# Matti Puhakka
Pour les articles homonymes, voir Puhakka.
Matti Puhakka, né le 7 février 1945 à Eno et mort le 6 octobre 2021 à Joensuu, est un homme politique finlandais,.

## Biographie
Matti Puhakka a une formation de technicien, pour laquelle il obtient son diplôme en 1972. 
Avant sa carrière parlementaire, il est réparateur de 1965 à 1975 dans les usines d'Enso-Gutzeit à Eno et de 1972 à 1975 il y est délégué syndical.

Après avoir quitté le Parlement en 1991, il revient à Enzo-Gutzeit en tant que chef de projet.
 
De 1993 à 1995, il est directeur régional de l'Association de la Carélie du Nord et en février 1996, il devient directeur de Kela.

Matti Puhakka a pris sa retraite le 1er mars 2010.

## Carrière politique
Il est conseiller municipal d'Eno en 1972-1975, de Joensuu en 1976-1996.
Il est député du SDP pour la circonscription de Carelie du Nord du 27.09.1975 au 21.03.1991 puis du 24.03.1995 au 29.02.1996.
Matti Puhakka est ministre des Transports du  gouvernement Sorsa IV (06.05.1983–30.11.1984), vice-ministre des Affaires sociales des gouvernements  Sorsa IV (01.12.1984–29.04.1987) et Holkeri (30.04.1987–31.05.1989).
Il est ministre de l'Emploi du  gouvernement Holkeri (01.06.1989–25.04.1991) puis ministre de la force de travail du gouvernement Holkeri (30.04.1987–31.05.1989) ainsi que vice-ministre de l'Intérieur du gouvernement Holkeri (01.03.1990–25.04.1991).